# Come True
Pour plus de détails, voir Fiche technique et Distribution.
Come True est un film canadien réalisé par Anthony Scott Burns, sorti en 2020.

## Synopsis
Sarah, une adolescente ayant des troubles du sommeil, fugue du domicile familial. Elle découvre une clinique recherchant des cobayes afin d'étudier le sommeil : cela lui permet ainsi d'avoir un toit où dormir et d'avoir un peu d'argent. Alors que la première nuit est particulièrement réparatrice, la seconde nuit est bien moins agréable: à son réveil un questionnaire trouble la jeune fille, déclenchant une crise de panique.

## Fiche technique
- Titre original : Come True
- Titre français : Bad Dreams
- Réalisation, scénario, montage et photographie : Anthony Scott Burns
- Musique : Anthony Scott Burns, Pilotpriest et Electric Youth
- Production : Steven Hoban, Brent Kawchuk et Mark Smith
  - Coproduction : Nicholas Bechard
  - Production déléguée : Bob Crowe, Andrea Hatzinikolas, Vincenzo Natali, Karyn Nolan et Chris Wallace
- Pays de production :  Canada
- Format : couleurs - 35 mm
- Genre : horreur, science-fiction
- Durée : 105 minutes
- Date de sortie :
  - Canada : 30 août 2020 (FanTasia)

## Distribution
- Julia Sarah Stone : Sarah
- Landon Liboiron : Jeremy
- Skylar Radzion : fille
- Tiffany Helm : femme âgée
- Tedra Rogers : Zoe
- Chantal Perron : Erin
- Carlee Ryski : Anita
- Marla Renae : infirmière
- Elena Porter : Jannie
- Christopher Heatherington : docteur Meyer
- Orin McCusker : Peter

## Sélections
- FanTasia 2020
- Festival international du film de Catalogne 2020 : sélection en compétition
- Utopiales 2020 : sélection en compétition
- Grindhouse Paradise 2021 : sélection en compétition[1]